# Карлссон, Вильям
Ла́рс Ви́льям Ка́рлссон (швед. Lars William Karlsson; 8 января 1993, Мерста, Стокгольм) — шведский профессиональный хоккеист, нападающий клуба «Вегас Голден Найтс». Чемпион мира 2017 года, обладатель Кубка Стэнли 2023 года

## Игровая карьера
Свою хоккейную карьеру Вильям начал в спортивной школе клуба «Арланда Уингз», из которого в 2009 году он перешёл в «Вестерос». В сезоне 2010/2011 Карлссон дебютировал за основную команду во второй по рангу хоккейной лиге Швеции — Алльсвенскан. На Драфте НХЛ 2011 года онбыл выбран «Анахайм Дакс» во втором раунде под общим 53-м номером. Уже в следующем сезоне 2011/2012 Вильям улучшил свою статистику и, набрав 45 очков в 46 встречах, помог команде пробиться в раунд плей-офф за право попадания в Шведскую хоккейную лигу.
29 марта 2012 года было объявлено о переходе Карлссона в «ХВ71». Генеральный менеджер клуба Фредрик Стилльман охарактеризовал игрока как обладающего хорошими габаритами, особым пониманием игры и игровым интеллектом. В своём первом сезоне в высшей лиге Швеции Вильям отыграл в 50 из 55 матчей, заработал показатель полезности «плюс-минус» +17, но сумел набрать лишь 28 очков. 20 мая 2013 года он заключил первый профессиональный контракт с клубом НХЛ, но решил остаться в «ХВ71» ещё на один сезон для улучшения собственных игровых навыков.
Летом 2014 года Карлссон присоединился к «Анахайм Дакс». 11 октября 2014 года он сыграл свой первый матч в НХЛ против клуба «Детройт Ред Уингз», проведя на льду 10 минут 42 секунды, но не отметившись статистическими действиями. Тем не менее уже во втором матче против клуба «Баффало Сейбрз» Вильяму удалось оформить дубль, но в дальнейшем Карлссон не сумел поддержать свой зачин по результативности, уступил место в составе команды, и с середины ноября был отправлен в фарм-клуб.
2 марта 2015 года Вильям стал частью сделки по обену Джеймса Висневски и Рене Бурка с клубом «Коламбус Блю Джекетс», в котором закрепился в качестве игрока третьего и четвёртого звена.
На международном уровне Карлссон неоднократно привлекался в юниорскую и молодёжную сборную Швеции, став победителем молодёжного чемпионата мира 2012 года. 21 мая 2017 года вместе со взрослой сборной Вильям стал чемпионом мира, отыграв во всех десяти матчах первенства и набрав три очка за результативность.
По результатам драфта расширения 2017 года, стал игроком вновь образованного клуба «Вегас Голден Найтс». 31 декабря 2017 года забросил три шайбы в ворота «Торонто Мейпл Лифс» и оформил свой первый хет-трик в Национальной хоккейной лиге (НХЛ), а также первый в истории клуба. 18 марта 2018 г. нападающий Вильям Карлссон стал первой звездой дня Национальной хоккейной лиги (НХЛ), сделав хет-трик в домашнем матче регулярного чемпионата с «Калгари». Матч окончился с общим счетом 4:0 в пользу «Вегас Голден Найтс». По итогам сезона 2017/18 Карлссон с 43 шайбами стал 3-м снайпером чемпионата после Александра Овечкина и Патрика Лайне, а также получил свой первый индивидуальный приз — «Леди Бинг Трофи», опередив в голосовании на 261 очко занявшего 2-е место Райана О'Райлли.
Летом 2018 года Карлссон подал в арбитраж, не договорившись по новому контракту с «Вегасом». Но в день слушания игрок и клуб согласовали 1-летний контракт на $ 5,25 млн.
24 июня 2019 года подписал с «Голден Найтс» новый восьмилетний контракт на общую сумму 47,2 млн долларов. 

## Статистика
| Легенда | Легенда                    | Легенда | Легенда                   | Легенда | Легенда    |
| ------- | -------------------------- | ------- | ------------------------- | ------- | ---------- |
| И       | Количество проведённых игр | Штр     | Штрафное время            | +/−     | Плюс-минус |
| Г       | Голы                       | П       | Голевые передачи          | О       | Очки       |
| -       | Статистика неизвестна      | —       | Статистика не учитывалась |         |            |